# Edward Schreyer
Edward Richard Schreyer (Beausejour, Manitoba, Canadá; 21 de diciembre de 1934) es un político, diplomático y estadista canadiense que se desempeñó como el 22.º Gobernador General de Canadá.
Schreyer nació y se educó en Manitoba, y fue elegido por primera vez para la asamblea legislativa de la provincia en 1958. Más tarde pasó a la política federal, ganando un escaño en la Cámara de los Comunes, pero regresó a Manitoba en 1969 y se convirtió en líder del Nuevo Partido Democrático provincial (PND). Luego, el partido ganó las elecciones provinciales de ese año y Schreyer se convirtió en el decimosexto primer ministro de Manitoba, a los 33 años. En 1978, la reina Isabel II lo nombró gobernador general por recomendación del primer ministro Pierre Trudeau, para reemplazar a Jules Léger, y ocupó el cargo. hasta que Jeanne Sauvé lo sucedió en 1984. 
Posteriormente, se desempeñó como Alto Comisionado de Canadá en Australia, Papúa Nueva Guinea, las Islas Salomón y Vanuatu. Luego intentó, sin éxito, ser elegido miembro de la Cámara de los Comunes; fue la primera persona en postularse para las elecciones en Canadá después de servir como gobernador general.

## Primeros años
Schreyer nació en Beausejour, Manitoba, de padres católicos de etnia anglófona germano-austríaca, John Schreyer y Elizabeth Gottfried. Sus abuelos maternos eran austriacos que emigraron del oeste de Ucrania. Schreyer asistió a la escuela primaria Cromwell ya la escuela secundaria Beausejour Collegiate, luego a United College y St. John's College en la Universidad de Manitoba. Allí, recibió una Licenciatura en Pedagogía en 1959, una Licenciatura en Educación en 1962, una Maestría en Relaciones Internacionales y una segunda Maestría en Economía en 1963. De 1962 a 1965, Schreyer se desempeñó como profesor de Relaciones Internacionales.
Mientras cursaba sus estudios de posgrado, Schreyer se casó con Lily Schultz, con quien tuvo dos hijas, Lisa y Karmel, y dos hijos, Jason y Toban.

## Carrera política
En las elecciones de Manitoba de 1958, Schreyer fue elegido miembro de la asamblea legislativa como miembro de la Federación Cooperativa de la Commonwealth (CCF), en el distrito electoral rural de Brokenhead; a los veintidós años de edad, Schreyer fue la persona más joven jamás elegida para la asamblea. Ocupó el cargo hasta que renunció en 1965 para presentarse con éxito a la Cámara de los Comunes en Ottawa. Regresó a la política provincial en 1969, y el 8 de junio fue elegido líder del Nuevo Partido Democrático de Manitoba (NDP), sucesor del CCF de Manitoba. Se diferenciaba en algunos aspectos de los líderes anteriores del NDP de Manitoba: provenía de un entorno rural y no estaba comprometido con el socialismo como ideología; ganó el apoyo de muchos votantes centristas que no se habían identificado previamente con el partido. Además, fue el primer líder del Manitoba CCF/NDP que no era de ascendencia británica y protestante.
Schreyer llevó a su partido a un punto de inflexión en las elecciones provinciales de 1969. El NDP obtuvo 17 escaños, saltándolos del tercer lugar en la legislatura al primer lugar. El propio Schreyer regresó a la legislatura desde la recién creada sede de Rossmere en el norte de Winnipeg.
Sin embargo, con 28 escaños, al NDP le faltaba un escaño para alcanzar la mayoría. Inicialmente, los liberales y los conservadores progresistas consideraron formar una coalición para dejar al NDP fuera del poder. Finalmente, el liberal Laurent Desjardins apoyó a Schreyer (y luego se unió al NDP después de un período como independiente), convirtiendo a Schreyer en el primer primer ministro socialdemócrata en la historia de Manitoba.
El cargo de primer ministro de Schreyer supervisó la fusión de la ciudad de Winnipeg con sus suburbios, introdujo el seguro público de automóviles y redujo significativamente las primas de Medicare. Reelegido en 1973, Schreyer mantuvo su cargo como primer ministro, aunque esta vez el consejo fue menos innovador, siendo la única política destacada la legislación sobre impuestos a la minería implementada en 1974. Schreyer también se desempeñó como su propio ministro de finanzas entre 1972 y 1975. y como ministro responsable de Manitoba Hydro de 1971 a 1977. Fue desde esos cargos que Schreyer aconsejó al vicegobernador que autorizara la construcción de obras hidroeléctricas en lugar de generadores de electricidad a carbón y gas, y también presentó una legislación que simultáneamente eliminaba la atención médica provincial. primas e implementó atención domiciliaria y pharmacare. Schreyer a veces favoreció políticas diferentes a las del NDP federal; en 1970, apoyó la invocación de la Ley de Medidas de Guerra del primer ministro Pierre Trudeau en respuesta a la Crisis de Octubre, a pesar de la oposición del líder federal del NDP, Tommy Douglas.
En las elecciones provinciales de 1977, los Nuevos Demócratas de Schreyer fueron derrotados por el Partido Conservador Progresista bajo Sterling Lyon. Siguió siendo líder del NDP en la oposición hasta 1979, cuando Trudeau le ofreció el cargo de Gobernador General.

## Gobernador General de Canadá
El 28 de diciembre de 1978, la reina Isabel II, por encargo bajo el manual de signos reales y el Gran Sello de Canadá, nombró a Schreyer, elegido por Pierre Trudeau, para suceder a Jules Léger como representante de la reina. Prestó juramento durante una ceremonia en la cámara del Senado el 22 de enero de 1979, lo que lo convirtió en el primer gobernador general de Manitoba y, a la edad de cuarenta y tres años, el tercero más joven jamás nombrado, después del Marqués de Lorne en 1878 (33 años), y el Marqués de Lansdowne en 1883 (38 años).
Como gobernadora general, Schreyer defendió los problemas de la mujer, el medio ambiente y el bilingüismo oficial. Durante su primer año en el cargo, estableció el Premio del Gobernador General en Conmemoración del Caso de las Personas, para reconocer los esfuerzos de Emily Murphy y otros para garantizar que las mujeres canadienses fueran reconocidas constitucionalmente como personas. En 1981 instituyó los Premios de Conservación del Gobernador General y en 1983 creó la Beca Edward Schreyer en Estudios Ucranianos en la Universidad de Toronto. También en 1983, presidió la primera Conferencia de Estudio Canadiense del Gobernador General, que desde entonces se lleva a cabo cada cuatro años. Schreyer invistió a Terry Fox como compañero de la Orden de Canadá y viajó a Port Coquitlam, Columbia Británica, para presentarle a Fox la insignia de la orden. En 1980, causó controversia cuando dudó en convocar elecciones después de que el primer ministro Joe Clark le aconsejara que lo hiciera. Schreyer también sugirió más tarde que podría haber disuelto el parlamento en cualquier momento entre 1981 y 1982, si el primer ministro Pierre Trudeau hubiera tratado de imponer sus propuestas constitucionales unilateralmente.
El deseo de Schreyer de conectarse con la gente de una manera abierta y amistosa entraba en conflicto con la "manera pública rígida y seria" que se esperaba del gobernador general y, por lo tanto, era un objetivo de los medios. Cuando Jeanne Sauvé lo sucedió, la escritora de Maclean, Carol Goar, comparó a Sauvé con la actuación de Schreyer, afirmando que "se espera que devuelva la gracia y el refinamiento a la Casa de Gobierno después de cinco años del sincero populismo de Prairie y el reinado mediocre de Edward Schreyer".

## Años posteriores
Al retirarse del cargo de Gobernador General en 1984, Schreyer anunció que donaría su pensión a la Fundación Ambiental Canadiense Shield; a diferencia de otros exvirreyes, tenía la intención de permanecer en la vida política y diplomática. El mismo día que dejó de ser Gobernador General, fue designado por su sucesor para el cargo de Alto Comisionado en Australia, Papúa Nueva Guinea, las Islas Salomón y Vanuatu para el Gobierno de Su Majestad en Canadá. Ocupó esos cargos hasta 1988, cuando regresó a Winnipeg.
Al regresar a Canadá, Schreyer fue empleado como representante nacional de Habitat for Humanity, director honorario del Fondo de Defensa Legal de Sierra y asesor honorario de la Fundación Canadiense para la Preservación de los Tesoros Culturales e Históricos Chinos. También fue miembro fundador de la Fundación de la Biblioteca de Winnipeg. A partir de 1989, actuó como profesor invitado en universidades de América del Norte y Europa, dando conferencias sobre asuntos relacionados con la geografía de los recursos, la economía energética y el impacto ambiental. El 1 de noviembre de 2002,  Schreyer fue nombrado Canciller de la Universidad de Brandon y fue reelegido para el cargo a principios de 2005 por un período que finalizó el 31 de octubre de 2008.
Retorno político
Schreyer, que entonces tenía 71 años, participó en las elecciones federales de 2006 como candidato del NDP en el distrito de Selkirk, Interlake. Era la primera vez que un exgobernador general buscaba la elección a la Cámara de los Comunes de Canadá; anteriormente, los ex vicegobernadores habían sido llamados al Senado para sentarse como miembros del partido, y algunos exgobernadores generales que provenían del Reino Unido regresaron allí para sentarse con afiliaciones partidarias en la Cámara de los Lores, a veces incluso sirviendo en el gabinete. Schreyer perdió ante el titular conservador James Bezan, recibiendo el 37% de los votos frente al 49% de Bezan. Los comentarios anteriores que Schreyer había hecho describiendo la homosexualidad como una "aflicción" fueron planteados por sus oponentes en la campaña, ya que el NDP apoyaba el matrimonio entre personas del mismo sexo. Mientras hacía campaña en 2005, Schreyer dijo que apoyaba el matrimonio entre personas del mismo sexo ya que la legislación existente no obligaba a las instituciones religiosas a casar a parejas del mismo sexo.
Schreyer también se metió en la disputa parlamentaria federal de 2008-09, en la que los partidos de oposición amenazaron con revocar su confianza en el primer ministro en funciones, Stephen Harper. Schreyer dijo: “Cualquier grupo que presuma gobernar debe estar dispuesto a enfrentar y buscar la confianza del Parlamento, y no debe ser evadido y no debe ser evitado por mucho tiempo. No puedo decirlo de manera más sucinta que eso. ... Debo volver a su uso de las palabras, 'eludir un voto de confianza'... eso simplemente no debe permitirse que suceda".